# 士族 (日本)
士族，是日本明治时期政府采取的其中一种身分阶层。

## 概要
通常特指日本武士階級中的上士，以藩士身分在被削減特權後的身分，嚴格上仍然屬於貴族但沒有爵位，所以比華族低得多。

## 由来
明治維新後，政府採取四民平等政策，廢止大名・武士階級，創設華族・士族。秩祿處分後，撤廢俸祿（家祿）制度。施行廢刀令等，廢除身分的特權。而后，文明開化、殖產興業政策和征韓論所引發的政爭，演變成明治六年政變，導致西鄉隆盛、江藤新平、板垣退助等人下野，都對士族階級帶來影響，這些反明治政府的士族被稱為「不平士族」。